# Diora (plant)
Diora is een geslacht uit de aspergefamilie. Het geslacht telt één soort: Diora cajamarcaensis. Deze komt voor in Peru. 